# Nyctemera togoensis
Nyctemera togoensis là một loài bướm đêm thuộc phân họ Arctiinae, họ Erebidae.